# Халтон Арп
Халтон Кристијан "Чип" Арп (21. март 1927 – 28. децембар 2013) био је амерички астроном. Познат је по свом Атласу чудних галаксија из 1966. године, који (како је касније откривено) каталогизује пуно примера интеракција и спајања галаксија. Арп је такође познат и као критичар теорије о Великом праску, и залагао се за нестандардну космологију у коју је укључио и унутрашњи црвени помак.

## Биографија
Арп је рођен 21. марта 1927. године у Њујорку. Женио се три пута, има четири ћерке и петоро унучади. Стекао је диплому основних студија на Харварду (1949), а докторат на Калтеку (1953). Затим је почео да ради при Карнеги институту у Вашингтону 1953. године, где се бавио истраживањима у лабораторијама Маунт Вилсон и Паломар. Арп је постао сарадник-истраживач на универзитету у Индијани 1955. године, а 1957. године је постао члан колектива Паломар опсерваторије, где је радио 29 година. Године 1983. се прикључио колективу Макс Планк института за астрофизику у Немачкој. Умро је у Минхену у Немачкој 28. децембра 2013. године.

## Атлас чудних галаксија
Арп је саставио каталог необичних галаксија, који је по први пут објављен 1966. године. Арп је схватио да астрономи нису најбоље разумели како се галаксије мењају током времена, што га је навело да започне свој рад на овом пројекту. Овај атлас је требало да пружи слике које би астрономима дале податке којима би проучавали развој галаксија. Арп је касније користио атлас као доказ у својој дебати на тему квази-звезданих објеката, квазара.
На основу цитата других астронома, Арпов атлас се данас сматра сјајном компилацијом интеракција и спајања галаксија. Многи објекти у атласу се примарно распознају и називају по свом Арп броју. Многи од ових објеката (посебно Арп 220) се такође користе и као спектрални шаблон за проучавање галаксија са високим црвеним помаком.

## Квазари и црвени помаци

### Карактеризација квазара
Током педесетих година 20. века су откривени светли радио извори који нису имали оптички дупликат. Године 1960. је један од ових извора, 3C 48 повезан са нечим што је изгледало као мала плава звезда. Када је измерен спектар звезде, садржао је неидентификоване спектралне линије које нису могле бити објашњене; Џон Гејтенбај Болтон је предложио да су то били извори са високим црвеним помацима, али та идеја није била широко прихваћена.
Године 1963. је Мартин Шмит пронашао видљивог парњака за 3C 273. Користећи Хејл телескоп, Шмит је пронашао исти чудан спектар, али је успео да демонстрира да он може бити објашњен као спектар хидрогена, помакнут за 15,8% Ако је то било због физичког помака "звезде", представљао би брзину од 47,000 km/s, што је далеко изнад брзине било које друге звезде и не може се објаснити. Нити то може објаснити велике радио емисије које су довеле до њеног откривања.
Шмит је забележио и да се црвени помак везује за ширење универзума, као што је и кодификовано Хабловим законом. Ако је измерени црвени помак био узрокован ширењем, онда је објекат о којем је реч морао бити врло далеко. У том случају, морао би да има врло висок степен луминозности, једнако превазивши било који објекат виђен до данас. Екстремна луминозност би објаснила и велики радио сигнал. Шмит је закључио да су квазари врло удаљени објекти високе луминозности.
Шмитово објашњење великог црвеног помака није било универзално прихваћено у то време. Друго понуђено објашњење је да је мерен гравитациони црвени помак; ово би захтевалоо велики објекат који би такође објаснио и високу луминозност. Звезда довољно велика да произведе измерени црвени помак морала би да буде далеко изнад Хајаши лимита. Понуђено је још неколико других механизама, сваки са својим проблемима.

### Арпов предлог
Године 1966, Арп је објавио Атлас чудних галаксија, који је садржао фотографије 338 оближњих галаксија које нису спадале ни у једну категорију класичних облика галаксија. Његов циљ је био да произведе селекцију коју би моделари могли да користе при тестирању теорија галактичких формација. Тестирајући по угледу на колекцију, истраживач би лако уочио колико је одређена теорија могућа.
Једна група њих, обележена бројевима од 1 до 101, су биле обичне галаксије са малим објектима непознатог порекла. Године 1967. је Арп забележио да су се неки од тих објеката појавили на листи квазара. На неким фотографијама квазар је у предњем делу познатих галаксија, док је у другима материја која спаја два објекта, што наводи на то да је врло блиска просторно. Да јесу, и да су црвени помаци последица Хабл ширења, онда би оба објекта имала сличне црвене помаке. Галаксије су имале мање црвене помаке него квазари. Арп је сматрао да црвени помак није био узрокован Хабл експанзијом или физичким кретањем објеката, већ да мора имати некосмолошко или унутрашње порекло.
Арп је такође забележио да квазари нису једнако распоређени по небу, већ се чешће налазе у позицијама малих угаоних одвајања од одређених галаксија. Ако је ово случај, могу бити на неки начин повезане са галаксијама. Арпова хипотеза је да су квазари локални објекти избачени из центра активног галактичног нуклеуса. Оближње галаксије са јаким радио-емисијама и одређеном морфологијом, посебно Месје 87 и NGC 5128, подржавале су Арпову теорију.
У својим књигама, Арп је пружио своје разлоге за веровање да је теорија о Великом праску погрешна, цитирајући своје пређашње истраживање о квазарима. Уместо тога, Арп је подржао теорију квантизације црвених помака као објашњење црвеног помака галаксија.

### Критике
Арп је првобитно изнео своје теорије шездесетих година 20. века; телескопи и астрономски инструменти су увелико узнапредовали од тада: лансиран је Хабл свемирски телескоп, многи телескопи од 8-10 m (као они у опсерваторији Кек) су оспособљени за рад, и сада се свуда користе CCD детектори. Ови нови телескопи и нови инструменти су коришћени за даље испитивање квазара. Квазари се сада углавном сматрају веома далеким галаксијама са високим црвеним помацима. Многа исраживања су пронашла разне објекте са високим црвеним помацима које нису квазари, већ обичне галаксије као оне које се налазе у близини. Спектар галаксија са високим црвеним помацима, виђен кроз рендгенске зраке до радио-таласних дужина, подударају се са спектром оближњих галаксија (посебно галаксија са високим нивоима активности формирања звезде, али и галаксијама са нормалном или непостојећом активношћу формирања звезда) када су прегледане ради утврђивања ефеката црвених помака. Како су скорија истраживања проширила количину прикупљених података, постало је јако једноставно тестирати Арпове постулате. Скорашња студија тврди да:
"... јасно доступни подаци из истраживања Слоан дигитално небо и истраживања 2dF QSO црвених помака ради тестирања хипотеза да су квазари избачени из активних галаксија са периодичним некосмолошким црвеним помацима. За два различита модела унутрашњих црвених помака, [...] није нађен доказ периодичности на предвиђеној фреквенцији од log(1+z), или на било којој другој фреквенцији."
Апр није одустао од свог става по питању Великог праска, и све до пред саму смрт наставио је да објављује чланке изражавајући свој супротни став у популарној и научној литератури, често комуницирајући са Џефријем и Маргарет Барбиџ.

## Награде и почасти
Године 1960. Арпу је додељена Хелен Б. Ворнер награда за астрономију од стране Америчког астрономског друштва, награда која се "нормално додељује једном годишње за значајан допринос на пољу опсервативне и теоријске астрономије у периоду од пет година пре добијања награде."
Исте године, Арпу је додељена Њукомб Кливленд награда за његово обраћање, "Звездани садржај галаксија", прочитано пред заједничком сесијом Америчког астрономског друштва и одељка Д Америчке академије уметноси и наука.
Године 1984. додељена му је награда Александар фон Хумболт награда за старијег научника.